# Aston Martin Vanquish
El Aston Martin Vanquish es un automóvil Gran Turismo biplaza con motor central-delantero montado longitudinal de tracción trasera, producido por el fabricante inglés Aston Martin entre los años 2001 y 2007, 2012 y 2018 y nuevamente a partir de 2025.
El prototipo presentado en 1998 se denominaba "Project Vantage", el cual incorporaba parte de los elementos de diseño y mecánicos del modelo de producción.
La tercera generación se presentó el 2 de septiembre de 2024, cuyas primeras entregas iniciarían hasta finales de ese mismo año.

## Primera generación (2001–2007)

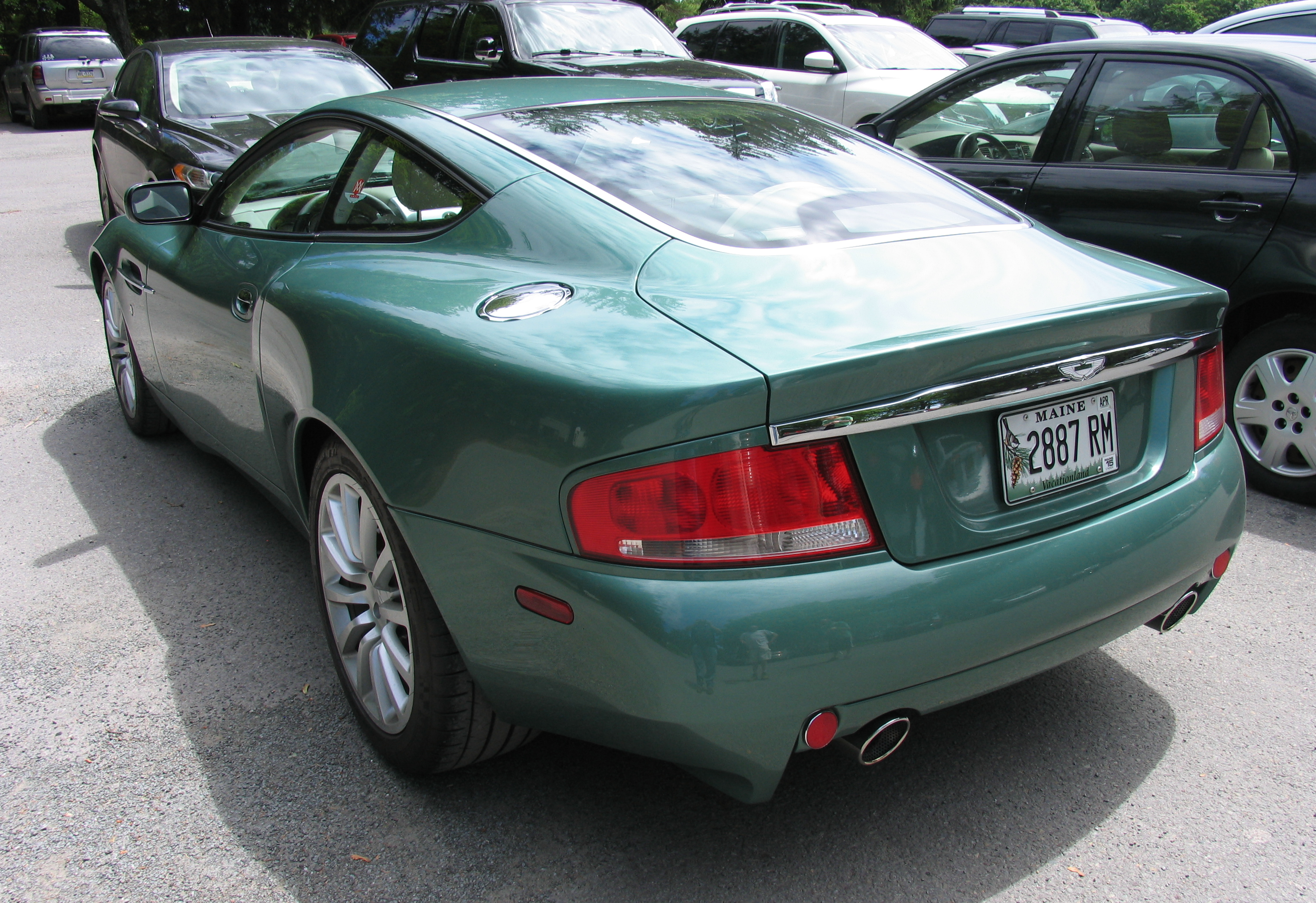
Vista trasera de un modelo 2002.

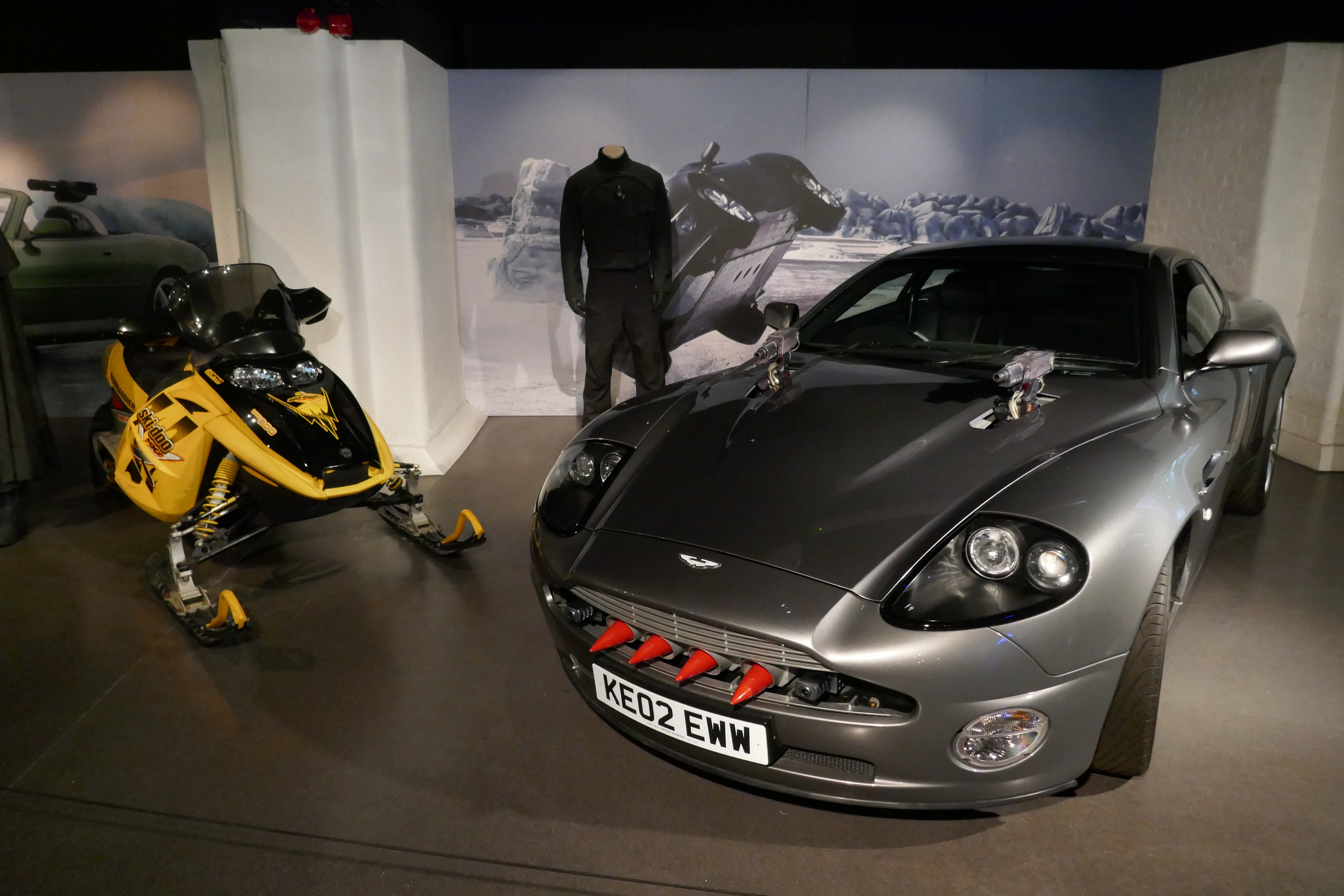
Modelo que apareció en la película Die Another Day.

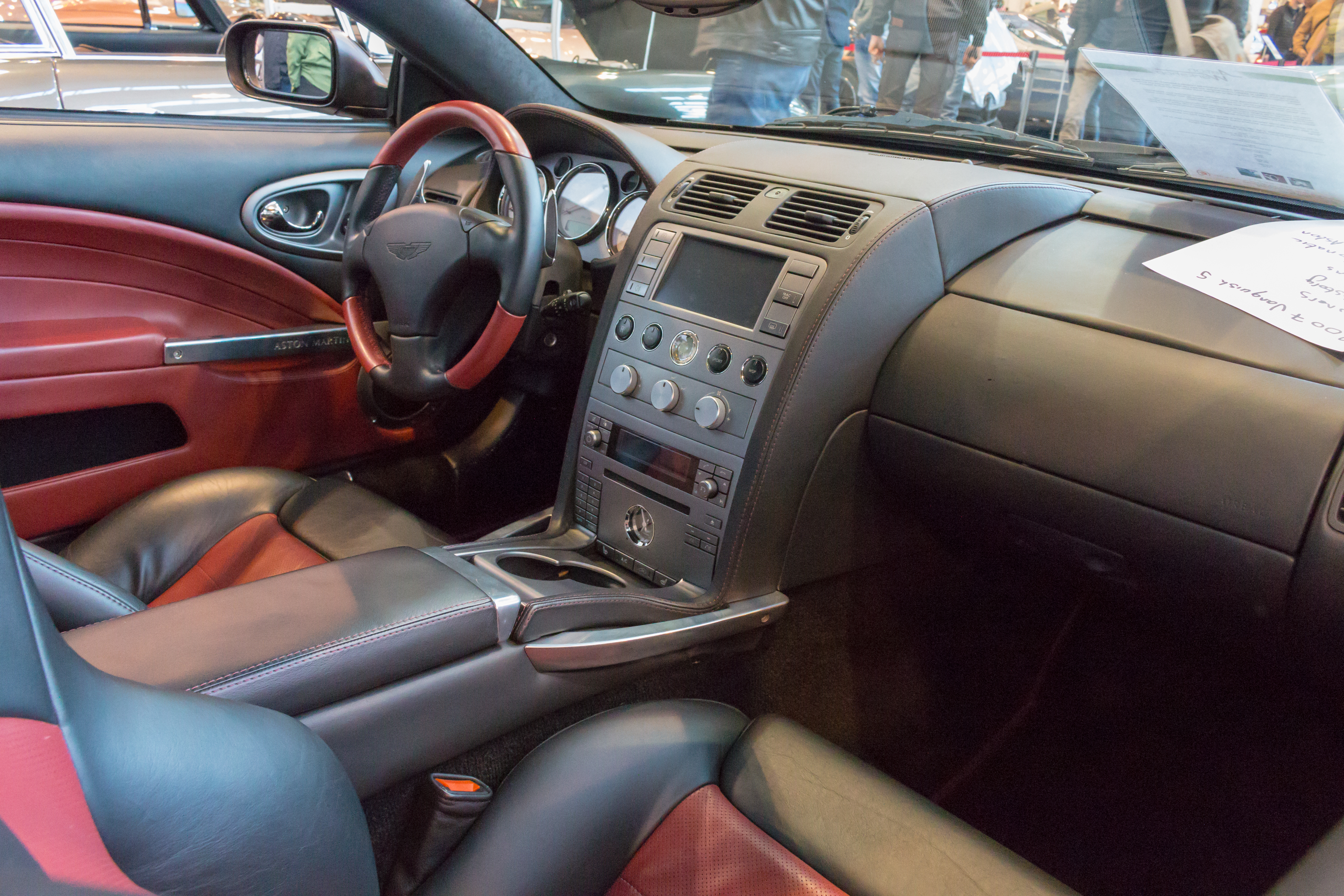
Habitáculo interior.

Combina la elegancia y deportividad de un gran turismo con su motor V12 unido a sus líneas que le hacen ser un deportivo ideal.
Lanzado al mercado en el año 2001, monta una carrocería cupé, disponible en versiones tanto biplaza como 2+2, con un interior en el que el cuero y los materiales nobles destacan. Su considerable tamaño y el abundante equipo hacen que el peso total sea superior a los 1800 kg (3968 libras), por lo que no es un deportivo pequeño y ligero, sino un verdadero GT. La transmisión es de seis velocidades con paletas de cambio detrás del volante, transmitiendo la potencia a las ruedas traseras.
En el 2004 se presentó la versión Vanquish S con un V12 potenciado a 520 CV (513 HP; 382 kW), carrocería de aluminio, una geometría de dirección rediseñada, mejoras en suspensión y frenos e interiores remodelados. Así, quedó en plena forma para enfrentarse a rivales como el Ferrari 575M Maranello o el Porsche 911 GT2. Con estas modificaciones, la velocidad máxima subió hasta 321 km/h (199 mph) y la aceleración de 0 a 100 km/h (0 a 62 mph) baja dos décimas respecto al Vanquish original, convirtiéndose en el coche de carretera más rápido de la marca hasta ese momento.
A pesar de que su bello diseño sigue siendo perfectamente actual hoy en día, la producción del Aston Martin Vanquish finalizó en el 2007 en la fábrica de Newport Pagnell, que además cerró sus puertas después de más de 50 años de vida. La producción de Aston Martin se quedó en ese momento únicamente en la planta de Gaydon, también en Inglaterra.
El Vanquish se fue por la puerta grande, con la versión Vanquish S Ultimate, una edición limitada a 40 unidades a un precio de 273 000 € con una placa con el número de unidad y un interior renovado de piel. El DBS V12 sustituyó temporalmente al Vanquish como tope de gama en Aston Martin, a la espera de que tuviera un sustituto firme.
El Vanquish se desarrolló a partir del Project Vantage, un concepto GT que portaba un V12 que fue presentado en el Salón del Automóvil Internacional de Norteamérica en enero de 1998. El modelo definitivo fue presentado en 2000 y la producción en serie comenzó en 2001.
El coche permaneció prácticamente sin cambios hasta 2004, cuando el Vanquish S fue presentado en el Salón del Automóvil de París, entrando en comercialización poco después.
La versión "S" contaba con más potencia, ligeras modificaciones de estilo en su diseño, y nuevas ruedas. También se incorpora en 2004 un paquete deportivo opcional, que incorpora suspensión deportiva y nuevos sistemas de dirección y freno. Este modelo se vendió a partir de 2005 manteniéndose la versión base momentáneamente en el mercado, aunque desaparecería en 2006.
Para celebrar el centenario de la firma, se introdujo una versión limitada a 100 unidades llamada Aston Martin Vanquish Centenary Edition.
Frecuentemente se rumoreó que Aston Martin prepararía una versión roadster del Vanquish, especialmente en respuesta al Ferrari 550 Barchetta Pininfarina, pero en realidad nunca se llevó a cabo. El Vanquish fue la base de dos conceptos, ambos presentados en el Salón del Automóvil de Ginebra en 2004: el Zagato Roadster, un roadster de 2 plazas; y el Bertone Jet 2, un coupé de 2 volúmenes y medio.
La producción del Vanquish terminó el 19 de julio de 2007, coincidiendo con el cierre de la fábrica de Newport Pagnell, tras 49 años de actividad. El último coche fabricado fue un Vanquish S Ultimate Edition de color negro. El fin de la producción del Vanquish se celebró con el Vanquish Ultimate Edition, una serie de 40 unidades de un exclusivo color negro denominado "Ultimate Black", un interior mejorado y umbrales con placas personalizadas.
Esta última versión fue la primera que se ofrecía con transmisión manual, mientras que la transmisión  automática original había sido grandemente criticada, especialmente duras fueron las críticas de Jeremy Clarkson en el programa de la BBC Top Gear, por lo que esta nueva transmisión fue recibida con aprobación por parte de la prensa automotriz. Tal fue así que el fabricante ofreció posteriormente la nueva transmisión a cualquier Vanquish vendido anteriormente, a un precio de 13 250 £.
El cese de la producción de este modelo fue con una versión limitada a 40 unidades denominada Vanquish S Ultimate Edition, producida con un color específico “Ultimate Black”, cambios en el tapizado y una placa conmemorativa. Un total de 2578 unidades del Vanquish salieron de la fábrica de Newport Pagnell en Buckinghamshire, donde se montaban a mano.

### Rendimiento

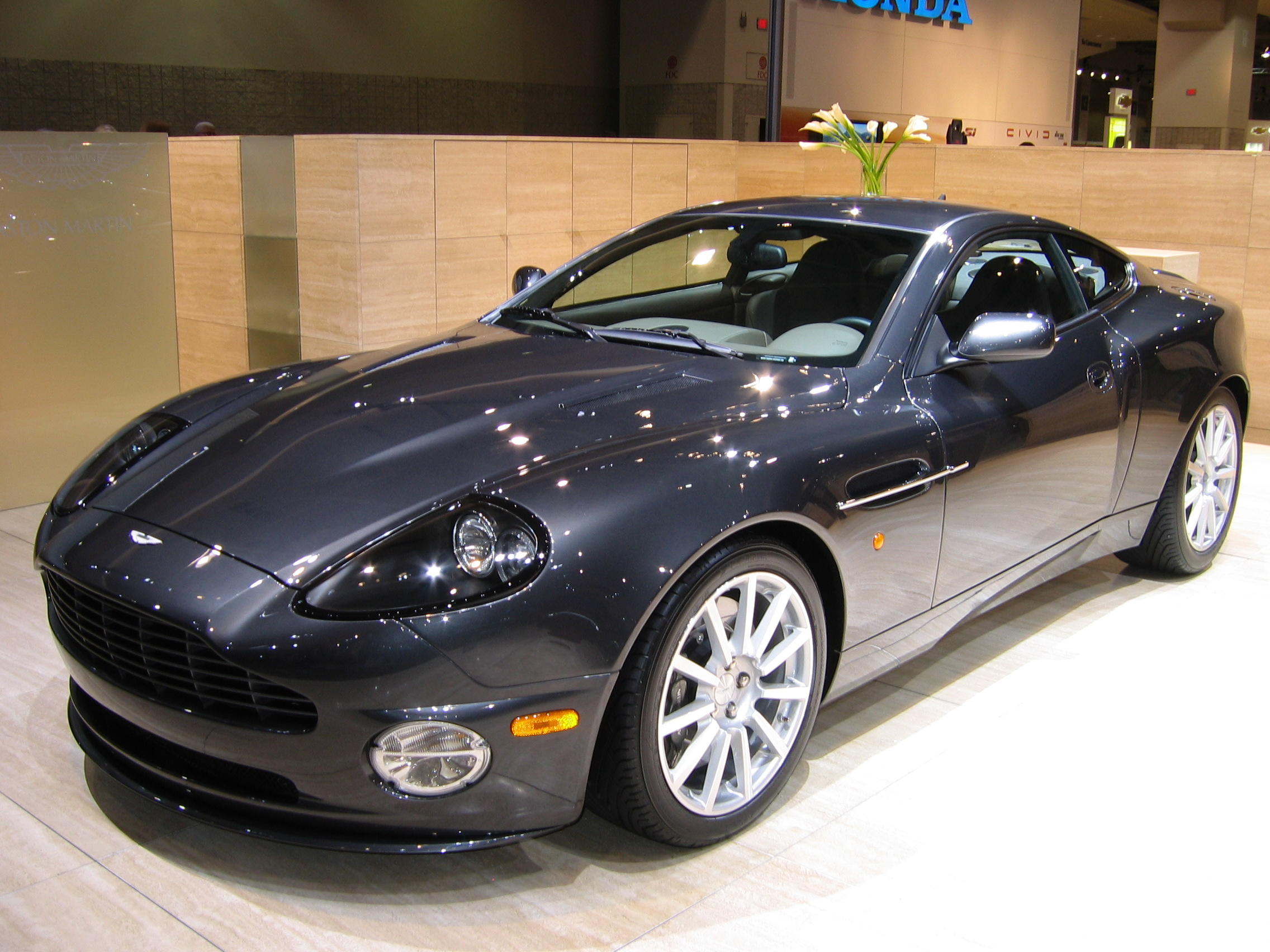
Vanquish S en el Salón del automóvil de Washington D. C. de enero de 2006.

El modelo base estaba equipado con un motor V12 de 5935 cm³ (5,9 L; 362,2 plg³) con un diámetro x carrera de 89 x 79,5 mm (3,50 x 3,13 pulgadas), distribución DOHC y 4 válvulas por cilindro (48 en total), que producía 460 CV (453,7 HP) a las 6500 rpm y un par máximo de 400 lb·pie (542 N·m) a las 5000 rpm, acoplado a una caja semiautomática secuencial de 6 velocidades, con lo que era capaz de alcanzar los 306 km/h (190 mph) y aceleraba de 0 a 100 km/h (0 a 62 mph) en 4.9 segundos.
La versión Vanquish S elevaba la potencia hasta los 520 CV (513 HP; 382 kW) a las 7000 rpm y un par máximo de 426 lb·pie (578 N·m) a las 5800 rpm, con lo que llegaba hasta los 321 km/h (199 mph) de velocidad máxima y aceleraba de 0 a 100 km/h (0 a 62 mph) en 4.7 segundos.
El motor del Vanquish había sido diseñado por el Centro de Investigación de Ford en Estados Unidos. Cosworth Technologies fue originalmente contratado como colaborador, aunque finalmente no tuvo participación en la producción. El V12 compartía algunos componentes y elementos de diseño con el motor V6 Ford Duratec de 2967 cm³ (3 L; 181,1 plg³), incluso los cilindros tienen el mismo diámetro y carrera.
El modelo estándar tenía frenos con discos perforados y ventilados de 355 mm (14,0 pulgadas), dotados de ABS y reparto electrónico de frenada (EBD), mientras que el Vanquish S tenía discos de 378 mm (14,9 pulgadas) en el eje delantero y 330 mm (13,0 pulgadas) traseros con rines de 19 pulgadas (48,3 cm).
Como parte de sus mejoras, el Vanquish S presentaba una leve actualización de diseño que mejoraba ligeramente su coeficiente de resistencia a 0.32. La parte delantera tenía 1524 mm (60,0 pulgadas) de ancho, mientras que la trasera crecía hasta 1529 mm (60,2 pulgadas).
| 1.ª  | 2.ª  | 3.ª | 4.ª | 5.ª | 6.ª  | Reversa | Final |
| ---- | ---- | --- | --- | --- | ---- | ------- | ----- |
| 2.66 | 1.78 | 1.3 | 1   | 0.8 | 0.63 | 2.9     | 3.69  |

## Segunda generación (2012-2018)

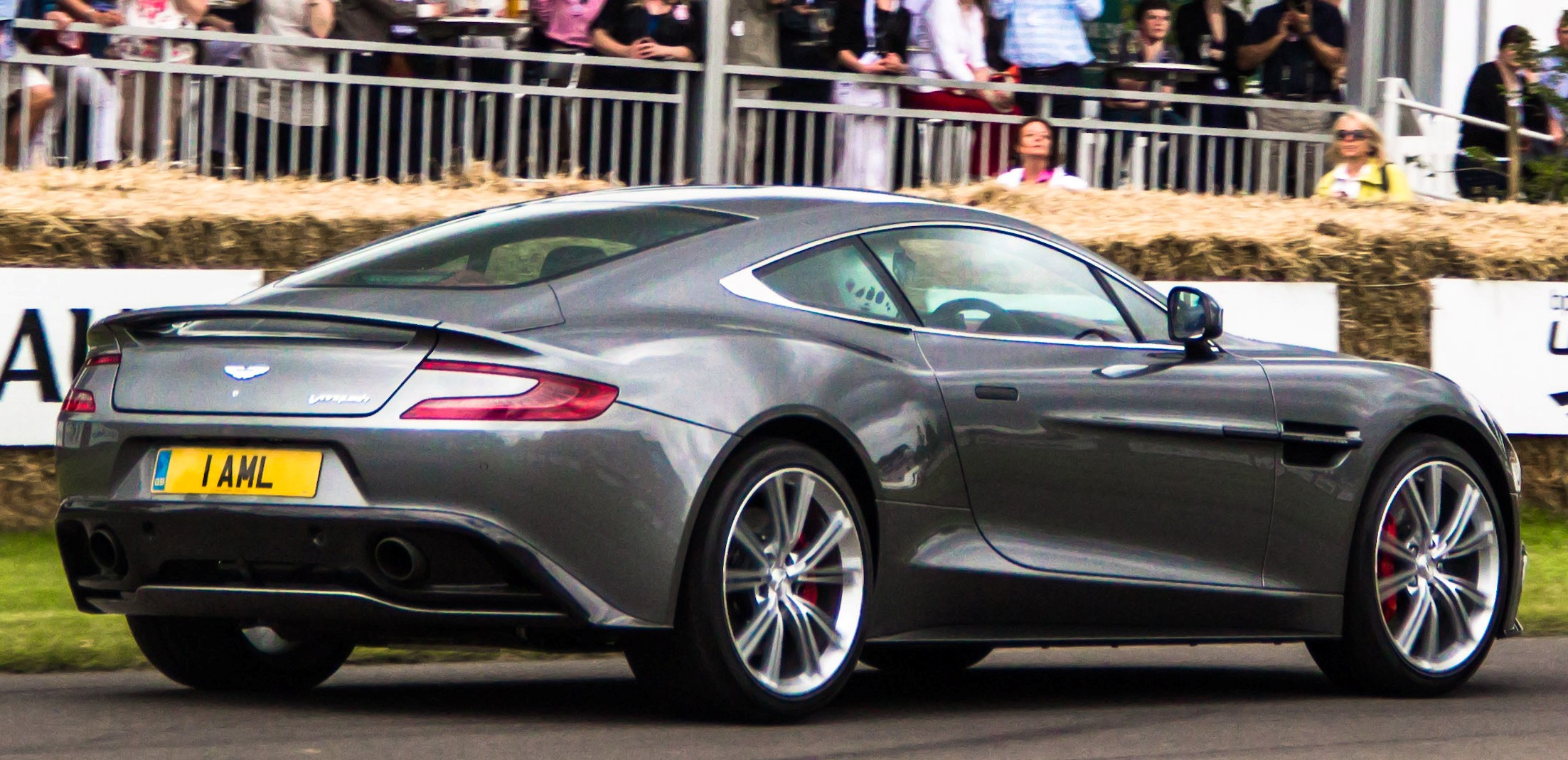
Vista trasera en Londres.

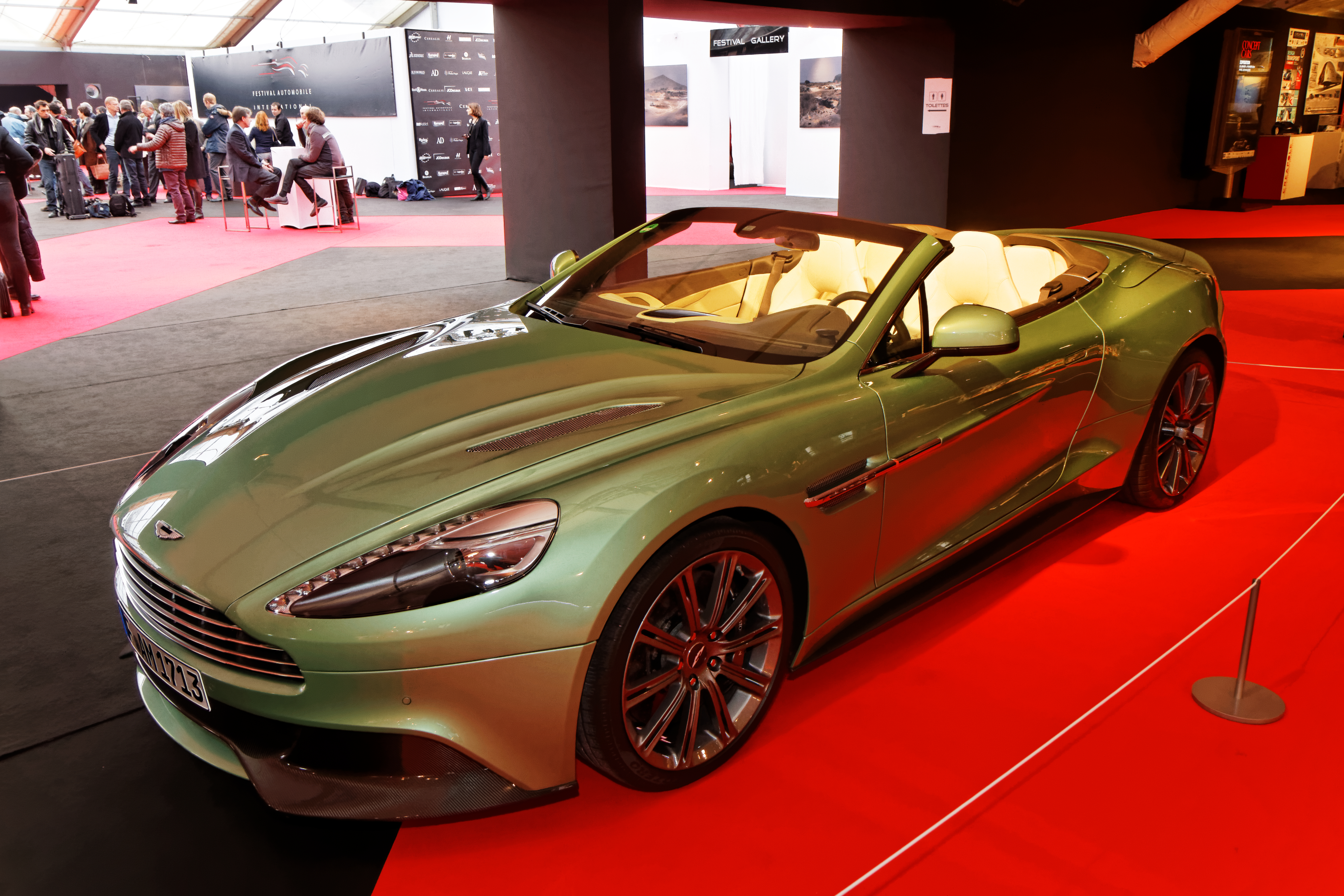
Versión Volante en el Salón del Automóvil de París de 2014.

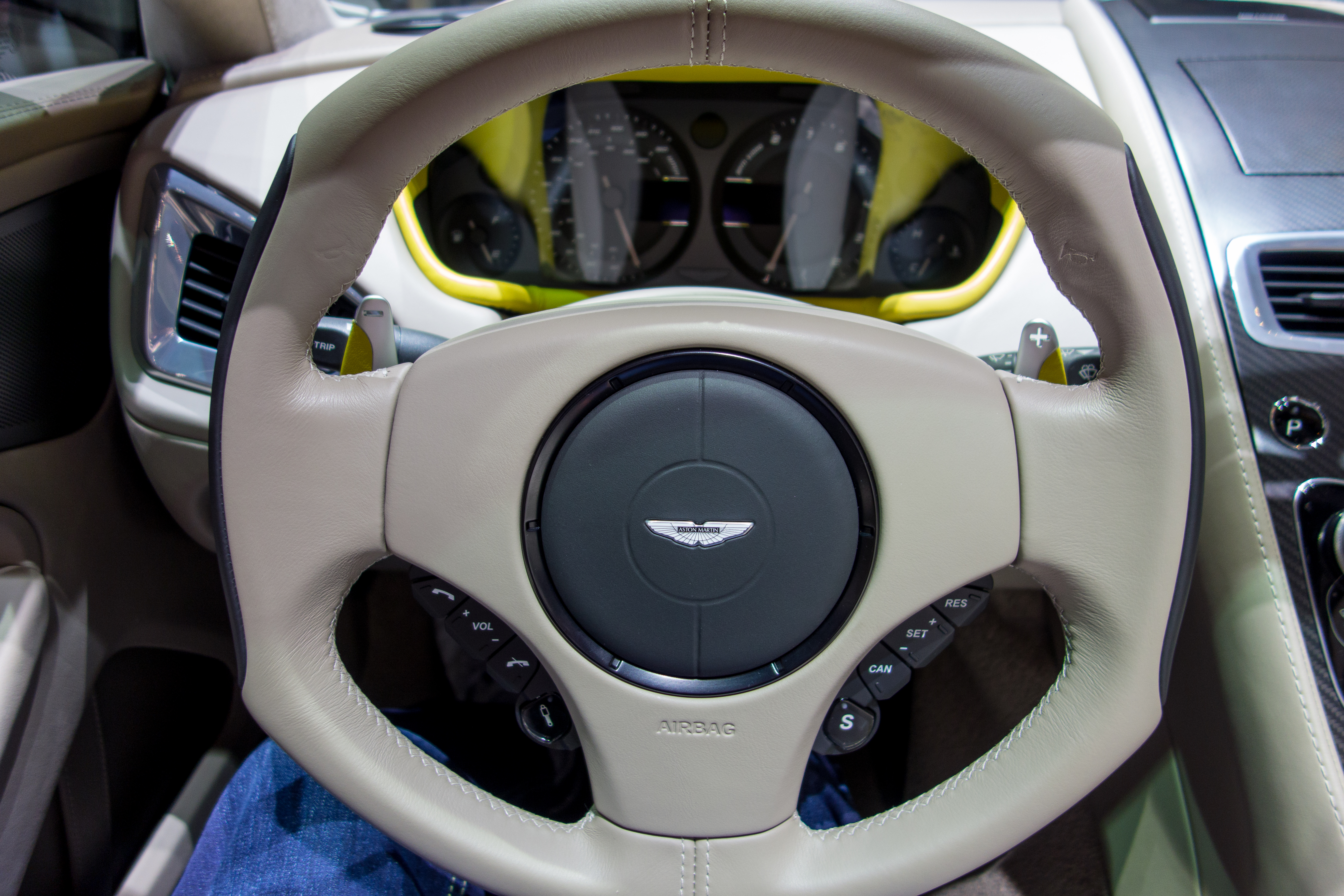
Volante de un Volante 2015.

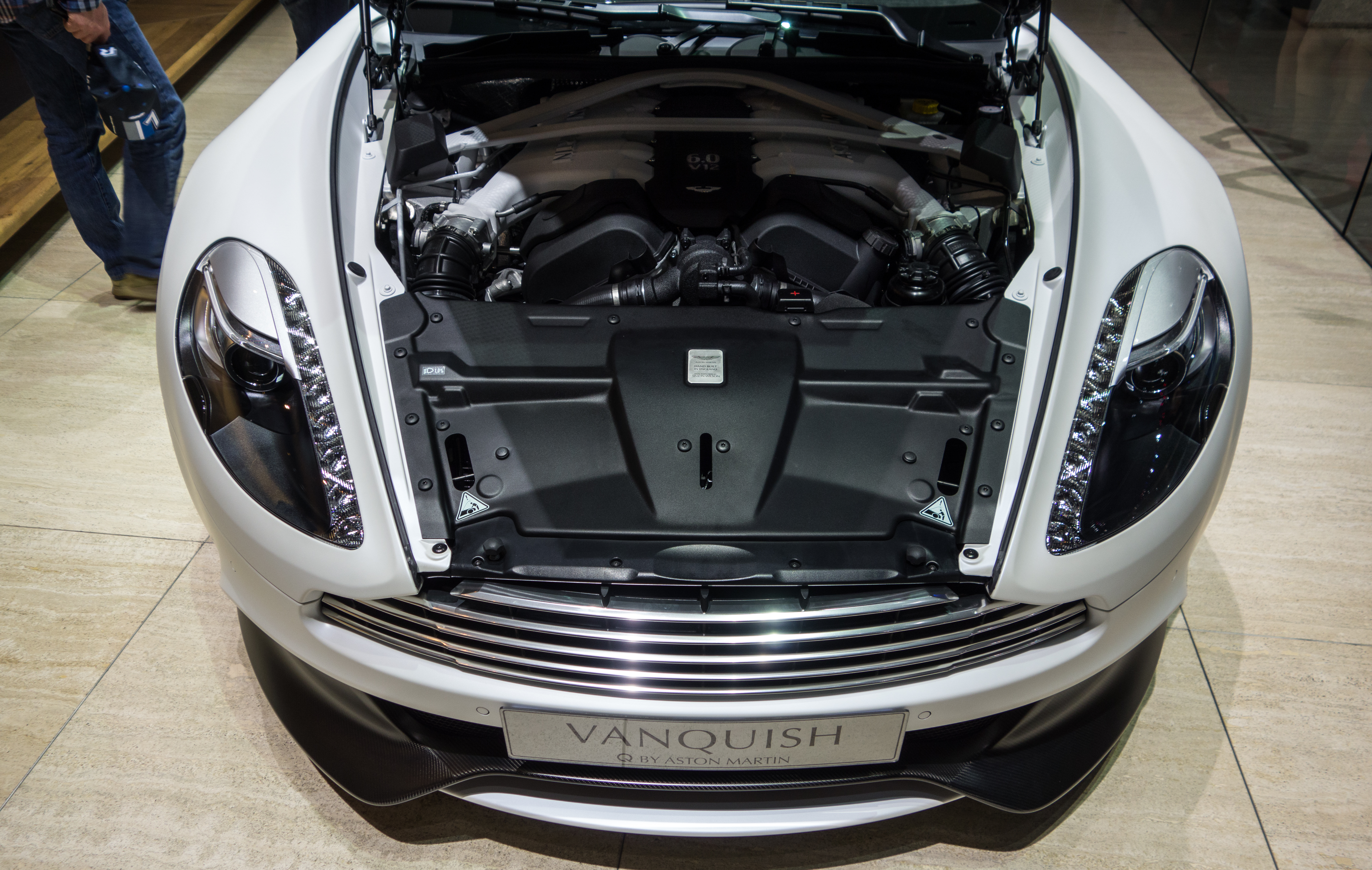
Motor V12 de 6 litros.

Es un deportivo biplaza que estaba disponible desde mediados de 2012 con una carrocería coupé y, desde finales de 2013, también en descapotable denominada Vanquish Volante. Esta es la segunda generación de Vanquish, ya que la primera estuvo en venta entre 2001 y 2007.
Es la última encarnación del lema de la marca: “Power, Beauty & Soul” (“Potencia, Belleza y Alma”), para lo cual sus diseñadores han creado un chasis enteramente realizado en aluminio, con la carrocería en fibra de carbono, dotándolo de unas formas absolutamente espectaculares, donde las faldillas laterales, el spoiler delantero y el difusor trasero han dejado “al aire” este caro material para acentuar, más si cabe, el carácter deportivo de este modelo. Este coupé puede adoptar una configuración de 2+2 plazas, o bien, disponer solamente de los dos asientos delanteros, a gusto del cliente.
El interior ofrece todo el refinamiento, acabado y calidad por el que una marca como Aston Martin se ha hecho famosa, completamente realizado en piel flor y con el techo en Alcantara, configurando un ambiente de lujo. El summum bonum de esto lo constituye la llave con el mando a distancia incorporado, realizada en cristal mineral.
El diseño exterior presenta una carrocería más esculpida, inspirada en el Aston Martin One-77, con detalles como los faros led en los pilotos traseros o la pequeña toma de aire sobre la tapa de la cajuela. Mide 4,72 m (185,8 pulgadas) de largo. El V12 de 5935 cm³ (5,9 L; 362,2 plg³) ha sido modificado para incrementar su potencia hasta 573 CV (565 HP; 421 kW) a las 6750 rpm y 620 N·m (457 lb·pie) de par máximo a las 5500 rpm. Si no contáramos la serie limitada One-77, el Vanquish se habría convertido en ese momento en el Aston Martin más potente a la venta. Esto le permite lograr una aceleración de 0 a 100 km/h (0 a 62 mph) en 4.1 segundos y alcanzar una velocidad máxima de 295 km/h (183 mph).
Monta una transmisión automática Touchtronic II de seis velocidades y admite los modos automático y manual con paletas de cambio detrás del volante. Por su parte, el árbol de transmisión que lleva la potencia hasta el eje trasero, está realizado en fibra de carbono para ahorrar peso. En este eje se ha incluido, entre su dotación, un diferencial autoblocante con el firme propósito de minimizar las pérdidas de tracción. El trabajo realizado ha sido concienzudo, ya que se ha conseguido mejorar notablemente la potencia y el par, a la vez que se han disminuido las emisiones y el consumo, respecto al motor del que deriva.
La suspensión es independiente con doble trapecio, tanto en el eje delantero como en el trasero, con muelles helicoidales y amortiguadores adaptativos, los cuales pueden ser regulados electrónicamente en tres modos predeterminados: «Normal», «Sport» y «Track», en función del tipo de manejo deseado. Los rines son de aleaciones de aluminio de 20 pulgadas (50,8 cm) de diámetro sobre neumáticos Pirelli P Zero, de medidas 255/35 ZR20 en el tren delantero y 305/30 ZR20 en el trasero. Los frenos están en consonancia con las aptitudes deportivas que ofrece el modelo británico, con discos carbono-cerámicos de 398 mm (15,7 pulgadas) de diámetro con 6 pistones en el eje delantero; y de 360 mm (14,2 pulgadas) con 4 pistones en el trasero.
La seguridad activa rinde a gran nivel con los últimos adelantos en este sentido: sistema de estabilización dinámica (DSC), ABS, sistema de distribución electrónica de frenado (EBD), sistema de frenado asistido de emergencia (EBA), control de tracción (TC), sistema de frenado hidráulico asistido (HBA) o sistema de control del par (PTC). Además, se había mejorado la rigidez torsional en un 25% y se ha reducido el peso, gracias a que todos los paneles de la carrocería están fabricados en fibra de carbono, pero el Vanquish combina las prestaciones puras con la practicidad y comodidad para viajes largos: Se puede escoger con carrocería de dos o de cuatro plazas, que destaca por la capacidad de su cajuela que, con 368 L (13,0 pies cúbicos), es un 60% superior a la del DBS, modelo al que sustituye.
El equipamiento incluye un sistema de infoentretenimiento con equipo de sonido Bang & Olufsen BeoSound con 15 bocinas de 1000 W (1,4 CV) de potencia, navegador Garmin, pantalla de cristal líquido de 6,5 pulgadas (16,5 cm), bluetooth y wifi. También se pueden elegir distintos acabados para personalizar el techo, las carcasas de los retrovisores, los rines de aleación a elegir, la palanca de cambios, el volante, los tiradores de las puertas y las costuras de las cabeceras.
El precio para el Reino Unido era a partir de 189 995 £ o 235 570 €. Las primeras entregas del nuevo modelo comenzaron a finales de 2012.

### Mejoras a partir de 2013

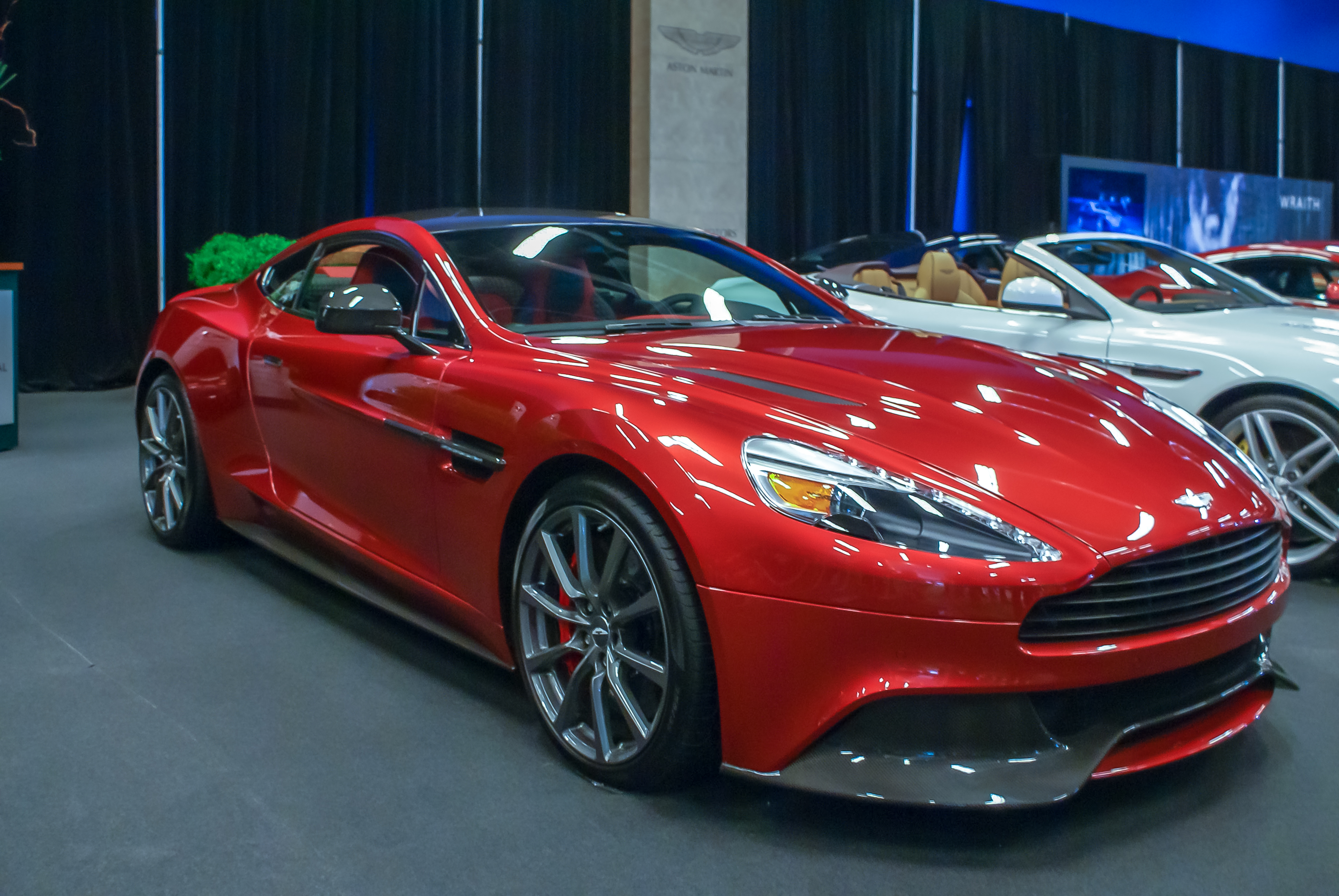
En el Salón del Automóvil de Montreal de 2014.

Tanto de la carrocería cupé como de la descapotable hay dos versiones: Vanquish y Vanquish S, que para el caso de este último, su potencia se ha incrementado a 603 CV (595 HP; 444 kW), debido a que tiene un múltiple de admisión de mayor capacidad. El Vanquish S estaba disponible desde noviembre de 2016.
El Aston Martin DB11 es otro deportivo muy parecido al Vanquish por dimensiones y potencia, pero el motor del DB11 es turboalimentado.
Está equipado con una nueva transmisión automática «Touchtronic III», de ocho velocidades, fabricada por ZF. La del Vanquish S tiene una programación diferente para hacer los cambios de marcha a mayor rapidez. La tracción es siempre a las ruedas traseras.
Los datos de aceleración son ligeramente mejores en la versión coupé que en la descapotable y en la Vanquish S que en la Vanquish. El Vanquish coupé necesita un mínimo de 3.8 segundos para acelerar desde parado hasta 100 km/h (62 mph), mientras que El Vanquish S tarda 3.5 segundos. Sin embargo, la velocidad máxima del Vanquish S es idéntica a la del Vanquish a 324 km/h (201 mph).
En agosto de 2014, Aston Martin introdujo una serie de cambios en la gama Vanquish que afectaron al motor, a la transmisión y al chasis. A partir de ese momento, el V12 recibió un código de denominación distinto, a pesar de que no hubo variaciones en la cilindrada, ni en las dimensiones de su diámetro y carrera. Lo que sí cambio fue el sistema de gestión, que pasó a ser de Bosch, lo que significó que la potencia ascendiera de 573 a 576 CV (565 a 568 HP) (421 a 424 kW); y el par máximo de 620 a 630 N·m (457 a 465 lb·pie). La transmisión se reemplazó por una «Touchtronic III». Con estos cambios, el consumo disminuyó sensiblemente con respecto al Vanquish de 2012 y las prestaciones aumentaron ligeramente.
En 2014 también hubo cambios en el sistema de escape, en la programación de la dirección para hacerla más precisa y en los amortiguadores, que pasaron a ser un 15% más firmes en el eje delantero y un 35% más en el trasero. Además, se añadieron al listado de opciones un nuevo modelo de rines de aleación de diez radios y un nuevo color para la carrocería denominado «Diavolo Red».
La versión Volante tiene un techo de lona que se puede plegar y desplegar automáticamente en 14 segundos. Cuando se pliega, queda alojado bajo una tapa que hay detrás de los asientos posteriores. Un detalle de estilo de esta versión descapotable es que el marco del parabrisas no está cerrado por su parte superior.
La versión cupé se puede elegir con dos configuraciones interiores, una de dos plazas y otra de cuatro en la que las plazas traseras son poco espaciosas. El Volante es exclusivamente de cuatro plazas. El maletero de la versión Volante queda en una capacidad de 279 L (9,9 pies cúbicos).
La carrocería del Vanquish y del Vanquish Volante mide 4,69 m (184,6 pulgadas) de longitud, mientras que la de las versiones S llega a 4,73 m (186,2 pulgadas). Esta diferencia se debe al mayor tamaño de las defensas delantera y trasera del Vanquish S. En todos los casos, el chasis de este Aston Martin está hecho de aluminio y fibra de carbono, elementos que se ven en algunos elementos de la carrocería junto al magnesio. Aston Martin dice que ha usado fibra de carbono para los paneles de la carrocería no solamente por su relación entre rigidez y peso, sino también porque se puede modelar con mayor facilidad.
Los ajustes de la suspensión son distintos para la versión cupé y Volante. Según Aston Martin, el objetivo es que los dos tengan un manejo similar, además, el Vanquish S tiene un ajuste distinto al del Vanquish estándar, con el fin de que el primero tenga unas reacciones más precisas en curva.

## Tercera generación (2024-presente)

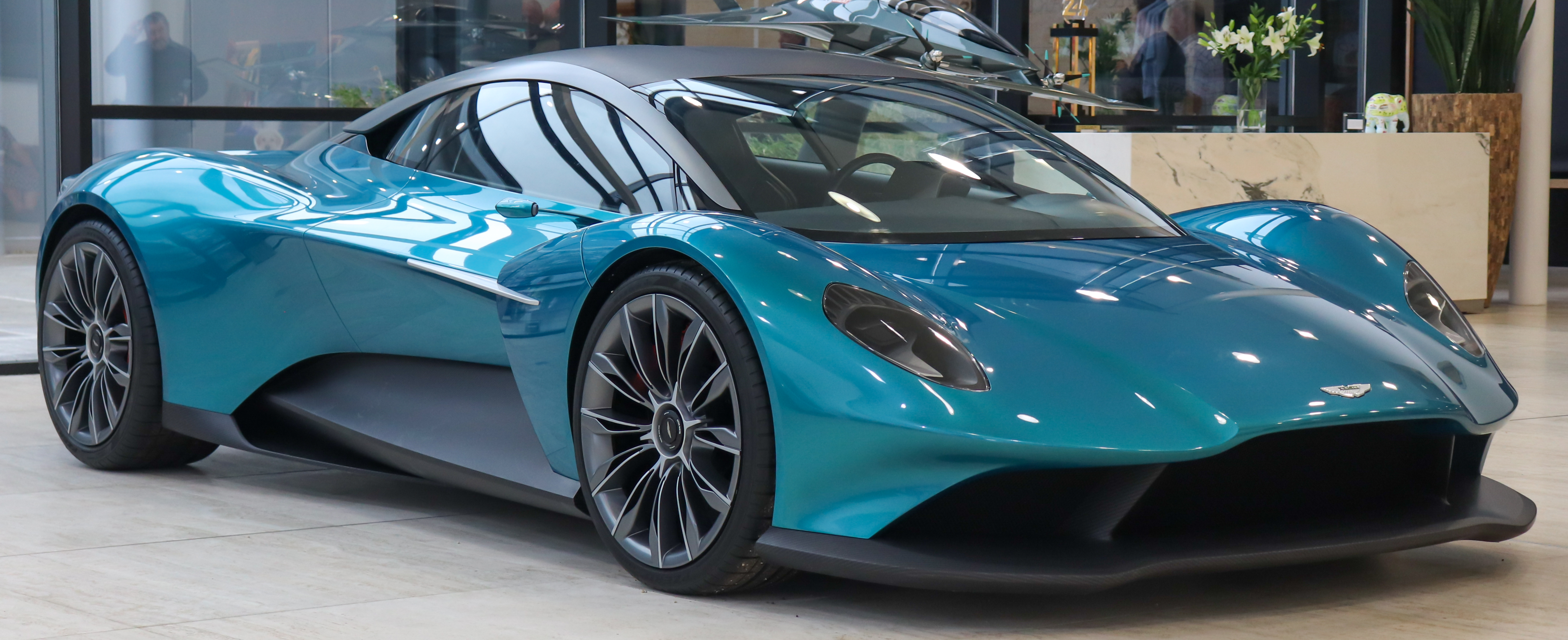
Vision Concept 6.5 de 2019.

La tercera generación iba a ser con un motor V6 biturbo central-trasero, tras haberse presentado el concepto en marzo de 2019 llamado Aston Martin Vanquish Vision Concept. También se especulaba la posibilidad de que montara un motor V8 de 4.0 litros de origen Mercedes-AMG. Se tenía previsto que su silueta fuera notablemente diferente de los demás modelos de la gama, ya que en lugar de ser un gran GT con motor delantero, sería un superdeportivo cupé con un perfil muy estilizado y con rasgos combinados de los Valkyrie y del Valhalla. Sin embargo, el proyecto fue cancelado en 2023.
El diseño exterior del modelo de producción presenta rejillas de refrigeración en su largo cofre y la "cola Kamm" que integra el alerón en la tapa de la cajuela, además de faros matriciales led de serie, que se extienden hacia los pasos de rueda. También destacan unos nuevos pilotos verticales integrados en una superficie negra que recorre todo el ancho y un difusor trasero con un nuevo sistema de escape de acero inoxidable, que opcionalmente puede ser de titanio, el cual reduce el peso en 10,5 kg (23,1 libras). Fue presentado el 2 de septiembre de 2024, el cual seguiría siendo todo un GT, cuyo diseño ha evolucionado del DBS Superleggera al cual reemplaza como buque insignia de la firma, pero es más largo y con una parte trasera más gruesa. También se esperaba que las ventas iniciaran a finales de 2024. Otros detalles de los laterales incluyen los retrovisores sin marco y las manillas de las puertas escamoteables.
Inicialmente se especulaba equiparlo con un nuevo bloque V12 biturbo de 6.5 litros revisado y mejorado, aunque al final se ha conservado la misma cilindrada de 5204 cm³ (5,2 L; 317,6 plg³) que debutó en el DB11 en 2016. Este produce una potencia aumentada a 835 CV (824 HP; 614 kW) y un par máximo de 1000 N·m (738 lb·pie) sin ningún tipo de asistencia eléctrica, el cual va acoplado a una transmisión automática de ocho velocidades provista por ZF y con sistema de escape deportivo. El motor ofrece la mayor potencia específica jamás alcanzada por un V12 de Aston Martin, con 160,5 CV /litro hasta ese momento. ha sido reforzado en los cilindros y las bielas, mientras que las cabezas se han rediseñado para montar un árbol de levas mejorado, añadiendo entradas de admisión y escape. Las bujías de encendido reposicionadas y los nuevos inyectores de mayor caudal, optimizan la combustión para obtener mayor eficiencia y destacadas prestaciones. Los turbocompresores trabajan a una mayor presión y reducen su inercia. También incluye la función Boost Reserve (reserva de sobrealimentación), que permite una entrega de potencia inmediata, que funciona equilibrando de manera electrónica la válvula del pedal de acelerador y la de descarga de los dos grandes turbocompresores. La transmisión se combina con un diferencial de deslizamiento limitado trasero electrónico e-diff, el cual está integrado en el programa de control de estabilidad electrónico (ESP), proporcionando un vínculo directo con el comportamiento dinámico del coche y permitiendo gestionar el deslizamiento de las ruedas del eje trasero para optimizar la tracción en todo tipo de condiciones. Comparado con un diferencial mecánico de deslizamiento limitado convencional, el e-diff puede pasar de estar totalmente abierto a bloquearse por completo en solamente 135 milisegundos. Con un peso de 1774 kg (3911 libras), acelera de 0 a 100 km/h (0 a 62 mph) en 3.3 segundos y alcanza una velocidad máxima de 345 km/h (214 mph). Con la ayuda de Valvoline, socio técnico del equipo Aston Martin Saudi Aramco de Fórmula 1, se han conseguido mejoras con el uso de un aceite sintético avanzado. Al fluir a través de un enfriador de aceite de motor sobredimensionado, es capaz de aumentar en un 50% su capacidad de refrigeración, ya que el fluido que circula por el motor siempre se mantiene a una temperatura óptima de funcionamiento, ayudando así a mantener la presión del aceite en su condición óptima en cualquier situación.
| Materiales del motor                | Bloque y cabezas de aluminio                        |
| Distribución                        | DOHC 4 válvulas por cilindro (48 en total), con VVT |
| Alimentación                        | Inyección de combustible biturbo                    |
| Relación de compresión              | 9.3:1                                               |
| Potencia máxima                     | 835 CV (824 HP; 614 kW) @ 6500 rpm                  |
| Par máximo                          | 1000 N·m (738 lb·pie) @ 2500-5000 rpm               |
| Capacidad del tanque de combustible | 82 litros (21,7 galAm)                              |

| 1.ª   | 2.ª   | 3.ª   | 4.ª   | 5.ª   | 6.ª   | 7.ª   | 8.ª   | Final  |
| ----- | ----- | ----- | ----- | ----- | ----- | ----- | ----- | ------ |
| 5.0:1 | 3.2:1 | 2.1:1 | 1.7:1 | 1.8:1 | 1.0:1 | 0.8:1 | 0.6:1 | 2.93:1 |

El chasis construido en aluminio, tiene nuevos estándares de rigidez estructural para una suspensión delantera de doble horquilla y trasera multibrazo de última generación, capaz de ofrecer una dinámica ajustada. Esto ha provocado una distancia entre ejes 80 mm (3,1 pulgadas) mayor, lo que ha obligado a añadir un refuerzo transversal del motor más rígido. Ese incremento también ha provocado que el cofre sea más largo y, al mismo tiempo, una nueva parrilla que mejora la refrigeración del motor y los frenos. Los amortiguadores Bilstein DTX con configuraciones Sports y Sport+, permiten controlar el balanceo de la carrocería en milésimas de segundo. La dirección asistida eléctrica ha sido recalibrada para alcanzar 2.27 vueltas entre topes. Los frenos de disco son de 410 mm (16,1 pulgadas) en el eje delantero y de 360 mm (14,2 pulgadas) en el trasero, aunado al sistema CCB que ofrece un mayor rendimiento de frenado, una gran resistencia al calentamiento soportando temperaturas de hasta 800 °C (1472 °F) y una reducción significativa del peso no suspendido en uno 27 kg (60 libras) menos, en comparación con los frenos de hierro fundido, lo que también beneficia a la calidad de manejo y al comportamiento dinámico. La refrigeración se consigue con unos conductos específicos que reciben el aire que entra desde una toma situada en la defensa delantera y lo envían directamente a los frenos. Tiene rines de aleación forjados de 21 pulgadas (53,3 cm) en neumáticos Pirelli P Zero. Los componentes adicionales de refuerzo instalados en los bajos están optimizados para ofrecer una dinámica todavía más efectiva, que aumentan en un 75% la rigidez lateral con respecto al anterior DBS 770 Ultimate. Adicionalmente, el modo Wet está vinculado al modo de manejo, mejorando la estabilidad en superficies de baja adherencia.
El interior es un habitáculo completamente forrado en cuero. El panel de instrumentos es un diseño totalmente nuevo, con marcadas líneas horizontales y una consola central con una pantalla de 10,25 pulgadas (26,0 cm) integrada, mientras que el sistema de infoentretenimiento multimedia es otra pantalla táctil igualmente de 10,25 pulgadas (26,0 cm). El incremento de la distancia entre ejes también ha permitido que el habitáculo quede situado más atrás. Además de la tecnología Matrix led, está presente el nombre de la marca grabado. Destaca el  techo panorámico de cristal que se une con el parabrisas y la luneta trasera en una pieza. La firma menciona una  tecnología que reduce la entrada de rayos ultravioleta en el interior. A pesar de sus dimensiones exteriores, es un auténtico biplaza con un pequeño espacio detrás de los asientos con cuatro bolsas de cuero hechas a la medida. Desde la pantalla central se controla tanto el climatizador automático como los distintos ajustes del chasis. En la consola hay diales giratorios con un botón de arranque y parada de cristal. También se incluyen Apple CarPlay, conectividad 4G y actualizaciones inalámbricas.

## En la cultura popular
Desde el comienzo de su fabricación hasta su retirada, el Vanquish de la primera generación ha sido el buque insignia de la gama Aston Martin. Su reconocimiento por el público tuvo lugar tras su presentación como coche de James Bond en la película Die Another Day. Su aparición en esa entrega, provocó que en abril de 2008 este coche fuese distinguido como el 3.er mejor coche de película de todos los tiempos (Best Film Cars Ever).
También ha aparecido en algunas franquicias y series de videojuegos de carreras, tales como: Need for Speed, Forza, Gran Turismo, entre otros.